# Zachysnykiv Ukraïny (metropolitana di Charkiv)
La stazione di Zachysnykiv Ukraïny (Захисників України, ), in russo Zašitnikov Ukrainy (Защитников Украины), è una stazione della metropolitana di Charkiv, sulla linea Oleksiïvs'ka.
Prima del 17 maggio 2016, il nome della stazione era Ploščad' Vosstanija (in ucraino Площа Повстання?, in russo Площадь Восстания?, "Piazza dell'insurrezione"). Il cambio di nome avvenne in conformità al processo di decomunistizzazione in Ucraina.

## Storia
La stazione di Zachysnykiv Ukraïny venne attivata il 6 maggio 1995, contemporaneamente alla prima tratta (da Metrobudivnykiv a Naukova) della linea Oleksiïvs'ka.

## Strutture e impianti
Si tratta di una stazione sotterranea, con due binari – uno per ogni senso di marcia – serviti da una banchina ad isola.

## Interscambi
- Fermata tram (linee 5, 6, 8 e 27)[5]